# Socjologia organizacji
Socjologia organizacji – jedna z dyscyplin szczegółowych socjologii obejmująca swym zakresem z jednej strony badania nad organizacjami rozumianymi jako grupy celowe, lecz także procesy organizacyjne zachodzące w makro- i mikroskali.
Głównym obszarem badawczym tej dyscypliny są przedsiębiorstwa oraz instytucje publiczne. Poza tym zajmuje się ona problemami makrostruktur społecznych i ich wpływem na funkcjonowanie organizacji. W tym ujęciu makrostruktury traktowane są jako otoczenie organizacji.

## Historia rozwoju socjologii organizacji
Prekursorskie wobec tej dziedziny nauki były pisma opisujące projekty zorganizowania idealnego społeczeństwa, czy idealnego państwa. Problemy związane z opisem zorganizowania społeczeństwa towarzyszyły początkom socjologii i czerpały w znacznym stopniu z nauk przyrodniczych. Na początku XIX wieku powstały niezależne programy budowania nowej nauki pod nazwą fizyki społecznej i socjologii. W połowie XIX wieku ugruntowało się podejście do społeczeństwa określane mianem organicyzmu. W tym ujęciu społeczeństwo i społeczności oraz ich funkcjonowanie porównywane było do działania organizmów zwierzęcych, głównie do organizmu ludzkiego. Herbert Spencer jako jeden z przedstawicieli tego nurtu przyjmował tezy ewolucjonistyczne przy opisie zjawisk społecznych.
Na początku XX wieku socjologia organizacji stała się jednym z głównych obszarów badawczych szkoły chicagowskiej. Do połowy XX wieku rozwijały się też teorie starające się w miarę dokładnie opisywać działanie systemu społecznego, m.in. założenia Pitirima Sorokina i Talcotta Parsonsa.

## Pojęcia związane z socjologią organizacji
- biurokracja
- decyzja
- efektywność
- ekfinalność
- grupa społeczna
- hierarchia potrzeb
- instytucja
- interakcja społeczna
- integracja społeczna
- kierowanie
- konflikt społeczny
  - konflikt zimny
  - konflikt gorący
  - metody rozwiązywania konfliktów
- kontrola społeczna
- kooperacja
- lider
- mobbing
- model organizacyjny
- motywacja
- norma społeczna
- organizacja
  - organizacja formalna
  - organizacja nieformalna
  - organizacja sieciowa
  - organizacja wirtualna
- osobowość
- otoczenie organizacji
- potrzeba
- przywództwo
- pozycja społeczna
- rola społeczna
- równowaga dynamiczna
- sankcja
- schemat organizacyjny
- solidarność mechaniczna
- solidarność organiczna
- strajk
- struktura organizacyjna
  - struktura macierzowa
  - struktura prosta
- style kierowania
- system społeczny
- więź społeczna
- władza
- zespół pracowniczy